# Dirlewanger (musikgrupp)
Dirlewanger, med bandmedlemmar från Göteborg och Borås, var ett av Sveriges första vit makt-musikband. Det bildades hösten 1986. 

## Bandnamn
Bandet var uppkallat efter SS-regementet Dirlewanger, lett av den tyske officeren Oskar Dirlewanger.
Bandet hade genom åren olika namn:
- Göteborgs SA (Stormavdelning)
- Västfront SA
- Nationalsocialistiska Arbetarepartiet (namnet på Sven Olov Lindholms gamla nazistparti)
- Göteborgs och Borås SA
- Horst Wessel 5 (namnet på Lindholms gamla stormavdelning)
- Unga Nationalsocialister i Sverige

## Historia
Dirlewanger medverkade på Sveriges första renodlade vit makt-konsert i Södertälje på Sveriges nationaldag den 6 juni 1987. De debuterade 1989 med skivan Dirlewanger (Rocking for the golden race) på det franska skivbolaget Rebelles Européens. 1990 kom uppföljarna Unity of Honour och Nigger Season. 
Dirlewanger var länge den svenska naziströrelsens mest populära band. De gav ut öppet nazistiska och rasistiska låtar som: "Alltid redo", "Håll fanan högt" (en svensk version av "Die Fahne hoch"), "Blodet ska flyta", "Lagens väktare", "Ingen nåd", "Sverige e vårt", "Unity", "Våra anor är vår styrka" och "Judelögner".
1993 spelade Dirlewanger in sin sista skiva, White Power Rock'n'Roll, men den hann inte pressas innan företaget lades ned. Kort därefter splittrades också bandet.
Efter Dirlewangers splittring valde några bandmedlemmar att fortsätta och gav ut gammalt material under det nya namnet Heroes in the snow.

## Diskografi
- 1989 - "Rocking for the Golden Race"
- 1990 - "N… Season"
- 1991 - "Unity of Honour"
- 1992 - "White Power Rock 'n' Roll"
- 1992 - "Desert Storm"
- 1994 - "1986-1990, Volume 1"
- 1994 - "1986-1990, Volume 2"
- 1996 - "Brandenburg 1992 - Disc 3"